# Bistra, Črna na Koroškem
Bistra este o localitate din comuna Črna na Koroškem, Slovenia, cu o populație de 89 de locuitori.